# Xian de Guanyun
Le xian de Guanyun (灌云县 ; pinyin : Guànyún Xiàn) est un district administratif de la province du Jiangsu en Chine. Il est placé sous la juridiction de la ville-préfecture de Lianyungang.

## Démographie
La population du district était de 1 025 763 habitants en 1999.

## Transport
- L'aéroport international de Lianyungang-Huaguoshan est en construction.